# Karl Gräbner (Schriftsteller)
Karl Friedrich Gräbner, selten auch Carl Graebner, (geb. 16. Februar 1786 in Sankt Petersburg; gest. 16. September 1845 in Weimar) war ein deutscher Schriftsteller, Privatgelehrter und Chronist der Stadt Weimar.

## Wirken in Weimar
Gräbner promovierte zum Dr. phil. und bereiste nach Ende des Studiums als begleitende Hofmeister 1812 Südfrankreich. Im folgenden Jahr war er Angehöriger des russischen Militärs. Anschließend arbeitete er ab 1814 in Sankt Petersburg und Kurland als Hauslehrer.
Ab 1820 war Gräbner Bürger der Stadt Weimar und damit Zeitgenosse Goethes, dem er 1825 ein Huldigungsgedicht schrieb. Goethe erwähnt Gräbner 1826 in seinem Tagebuch.
Als Chronist der Stadt und Residenz Weimar ergänzte Gräbner die Sammlungen von Gottfried Albin de Wette bzw. Franz David Gesky.  Seine Darstellung der Geschichte der großherzoglichen Residenzstadt Weimar ist sein bedeutendstes Werk und erschien sowohl in der DDR als auch in der BRD 1987 im Reprint.
Zumeist schrieb Gräbner Belletristik. 1827 und 1828 war er Herausgeber der Wochenschrift Allgemeine teutsche Vaterlandskunde. Er befasste sich auch mit der Theorie der Physik. Ferner schrieb er über die chemische Zusammensetzung von Glasuren für Töpfer, Porzellane etc.
Neben Oskar Wolff, Stephan Schütze und Johann Peter Eckermann zählte auch Gräbner zu den Schriftstellern, deren Werke vom Weimarer Hofbuchbinder Martin Bauer (1793–1867) als Geschenkeinbände für das Fürstenhaus gestaltet wurden und so in den Bestand der Herzogin-Anna-Amalia-Bibliothek gelangten.
Karl Gräbner starb am 16. September 1845 im Alter von 59 Jahren in Weimar.

## Werke (Auswahl)
- Das alte Bergschloß Buchfart. Albrechtsche Hofbuchdruckerei, Weimar 1822. (Digitalisat)
- Die grossherzogliche Haupt- und Residenz-Stadt Weimar, nach ihrer Geschichte und ihren gegenwärtigen gesammten Verhältnissen dargestellt. Ein Handbuch für Einheimische und Fremde, Friedrich Wilhelm Andreä, Erfurt 1830. (digital ), 2. Aufl., Voigt, Weimar 1836.
- Der teutsche Sergeant unter den Sarden, oder Aufenthalt eines Großherzoglich Sächsisch Weimarischen Militairs in Sardinien. Gräbner, Weimar 1831.
- Das geheimnisvolle Schloss am See oder die Verschwundenen. Gräbner, Weimar 1832.
- Der Renegat und die Jesuiten in den Jahren 1809 bis 1828. Weimar 1832.
- Friktionstheorie: über die Ursache der Entstehung der Weltkörperatmospshäre, deren Verschiedenheit en im Ausbrechen der Lichtentwicklung etc., Gräbner, Weimar 1832.
- Novantiken. Bilder der Vergangenheit und Gegenwart. Gräbner, Weimar 1833.
- Olandino. Der Bandit von Cagliari. Roman. Basse, Quedlinburg 1833.
- Ditmar von Cromsdorf oder das Moosweibchen ; Historisch-romantische Erzählung aus dem Anfang des 13. Jahrhunderts, Gräbner, Weimar 1834.
- Bilder der Wunderkunst und des Aberglaubens, Gräbner, Weimar 1834. (digital ); nach Gräbners Tod bei Hennings und Hopf, Erfurt.
- Die Hackenburger oder die Seherin der alten Sachsen auf dem Finnengebirge. Gräbner, Weimar 1834.
- Der Japanese oder der Teufelsbeschwörer. Gräbner, Weimar 1834.
- Der Prior der Dominicaner. Gräbner, Weimar 1834.
- Ein Mährchen-Cranz für die Erwachsenen. Gräbner, Weimar 1834.
- Florino's, des schönen Sarden Abenteuer und Verfolgungen. Basse, Quedlinburg 1835.
- Testa Longa, das schreckliche Oberhaupt [...]. Erzählungen. Fürst, Nordhausen 1836.
- Wahres eröffnetes Geheimniß der Zubereitung verschiedener Porzellan-, Steingut-, Fayance- und Töpfer-Glasuren : nebst der Verfertigung mehrerer Porzellanfarben und verschiedener farbiger Edelsteine : Mit Angabe aller Pflanzen, aus welchen Farbstoffe für Maler und Färber gezogen werden können, mit Beachtung des Mineral- und Thierreiches : Ein nützliches Buch für Fabrikanten, Maler und Färber, Basse, Quedlinburg 1837.